# Radoslav Štefančík
Radoslav Štefančík (* 8. Juli 1976 in Brezno, Tschechoslowakei) ist ein slowakischer Politikwissenschaftler, Germanist und Dekan der Fakultät für Angewandte Sprachen an der Wirtschaftsuniversität Bratislava.

## Leben
Radoslav Štefančík absolvierte das Studium der Politikwissenschaft und Germanistik an der Universität in Prešov (Slowakei) und an der Friedrich-Schiller-Universität Jena. 2010 folgte die Promotion zum Ph.D. an der Fakultät für Internationale Beziehungen der Wirtschaftsuniversität Prag mit dem Dissertationsthema Politische Aspekte der Migration in der Tschechischen Republik und der Slowakei. 2013 erhielt er das Internationale Parlaments-Stipendium des Deutschen Bundestages. Post-Doc-Aufenthalte absolvierte er an der Universität Wien und am Herder-Institut Marburg. Im Dezember 2016 wurde er an der Pavol-Jozef-Šafárik Universität in Košice (Slowakei) habilitiert.
Seit 2012 lehrt er an der Wirtschaftsuniversität Bratislava.

## Bibliographie (Auswahl)
- Christlich-demokratische Parteien in der Slowakei. Eine neue Perspektive. Hamburg 2019.
- Kommunikationsstrategien der slowakischen Rechtsextremisten. Hamburg 2020.